# Wohlmannův statek
Wohlmannův statek je zemědělská usedlost ve Václavicích u Hrádku nad Nisou.

## Historie
Areál statku pochází zřejmě z 18. století. Na mapách stabilního katastru z roku 1843 jsou stavby zachyceny přibližně v současném rozložení. Na mapách z roku 1866 je pak viditelná přestavba stodoly a kůlny, pravděpodobně se jednalo a stržení původních dřevěných objektů a jejich nahrazení zděnými. V letech 1908–1933 pak proběhla zásadní přestavba usedlosti, při níž získala svou aktuální podobu.
Od roku 2015 je statek postupně rekonstruován a jsou v něm pořádány různé kulturní akce. V roce 2020 pak byl celý areál prohlášen kulturní památkou.

## Architektura
Obytný dům z roku 1933 je kompletně podsklepený, má dvě nadzemní podlaží a půdu krytou sedlovou střechou s polovalbou. Hlavní vstup je umístěn v severní stěně, vedlejší vstup pak v jižní. Špaletová okna jsou vsazena v šambránách a jsou zdobena nadokenními římsami. Průjezd, který na obytný dům bezprostředně navazuje, byl vybudován v roce 1911, je stejně vysoký jako obytná část a zakončený rovněž sedlovou střechou. V prostoru pod úrovní terénu je sklep na řepu a brambory, v přízemní úrovni prostor pro zemědělskou techniku, patro bylo zřejmě využíváno jako sklad nebo sýpka. Na průjezd pak navazuje nepodsklepený chlév, v jehož přízemí je stání pro dobytek a v patře pak seník. V jeho sousedství jsou potom zbytky kamenného zdiva, zřejmě se jedná o torzo starého chléva či stájí. Areál je v druhé části pozemku doplněn ještě stodolou z roku 1908, rovněž se sedlovou střechou. Z ní je jako samostatná část oddělena kůlna s holubníkem.